# Нлаза
Нлаза (кон. Nlaza; пом. 1450) — третій маніконго центральноафриканського королівства Конго.
Про його походження та правління наразі відомо вкрай мало. Зокрема відомо, що він був двоюрідним братом засновника держави, Лукені Луа Німі, а також свого попередника, Нанґи.